# 2. deild Wysp Owczych (1988)
W roku 1988 odbyła się 45. edycja 2. deild Wysp Owczych – drugiej ligi piłki nożnej Wysp Owczych. W rozgrywkach po raz pierwszy brało udział 10 klubów z całego archipelagu. Ich liczbę zdecydowano się powiększyć o dwa względem poprzednich sezonów. Pierwszy raz kluby z pierwszego i drugiego miejsca awansowały do 1. deild (wcześniej był to jeden klub). W sezonie 1988 były to: B71 Sandoy oraz SÍF Sandavágur. Dwa kluby z ostatnich miejsc spadały do 3. deild, a w roku 1988 były to: EB Eiði oraz Royn Hvalba.

## Uczestnicy
| Uczestnicy 2. deild Wysp Owczych 1987                                                                         | Uczestnicy 2. deild Wysp Owczych 1987 | Uczestnicy 2. deild Wysp Owczych 1987 | Uczestnicy 2. deild Wysp Owczych 1987 |
| --- | ------------------------------------- | ------------------------------------- | ------------------------------------- |
| B71 | B71 Sandoy                            | 3                                     |                                       |
| SÍF | SÍF Sandavágur                        | 4                                     |                                       |
| MB | MB Miðvágur                           | 5                                     |                                       |
| Royn | Royn Hvalba                           | 6                                     |                                       |
| SÍS | SÍ Sumba                              | 7                                     |                                       |
| EB | EB Eiði                               | 8                                     |                                       |
| Awans z 3. deild Wysp Owczych 1987                                                                            |                                       |                                       |                                       |
| SÍ | SÍ Sørvágur                           | 1                                     |                                       |
| SKÁ | Skála ÍF                              | 2                                     |                                       |
| HBII | HB II Tórshavn                        | 3                                     |                                       |
| B68 II | B68 II Toftir                         | 4                                     |                                       |
| Oznaczenia: - kolumna pierwsza – skróty nazw drużyn, - kolumna trzecia – miejsce zajęte w poprzednim sezonie. |                                       |                                       |                                       |

## Tabela ligowa
| Lp. | Drużyna            | M  | Z  | R | P  | Bramki | Bramki | Różn. | Pkt | Uwagi              |
| --- | ------------------ | -- | -- | - | -- | ------ | ------ | ----- | --- | ------------------ |
| 1   | B71 Sandoy (M) (A) | 18 | 14 | 1 | 3  | 56     | 21     | +35   | 29  | Awans do 1. deild  |
| 2   | SÍF Sandavágur (A) | 18 | 10 | 6 | 2  | 32     | 10     | +22   | 26  | Awans do 1. deild  |
| 3   | MB Miðvágur        | 18 | 10 | 5 | 3  | 47     | 17     | +30   | 25  |                    |
| 4   | SÍ Sumba           | 18 | 9  | 4 | 5  | 36     | 22     | +14   | 22  |                    |
| 5   | SÍ Sørvágur        | 18 | 6  | 6 | 6  | 28     | 27     | +1    | 18  |                    |
| 6   | Skála ÍF           | 18 | 4  | 7 | 7  | 29     | 35     | −6    | 15  |                    |
| 7   | HB II Tórshavn     | 18 | 5  | 4 | 9  | 25     | 41     | −16   | 14  |                    |
| 8   | B68 II Toftir      | 18 | 5  | 3 | 10 | 27     | 42     | −15   | 13  |                    |
| 9   | EB Eiði (S)        | 18 | 3  | 5 | 10 | 16     | 45     | −29   | 11  | Spadek do 3. deild |
| 10  | Royn Hvalba (S)    | 18 | 3  | 1 | 14 | 24     | 60     | −36   | 7   | Spadek do 3. deild |